# Ligue des champions féminine de l'OFC 2023
Navigation
Édition suivante
La Ligue des champions féminine de l'OFC 2023 est la première édition de la plus importante compétition inter-clubs océanienne de football féminin.
Prévue du 9 au 18 mars, la compétition est reportée pour optimiser la préparation de l'événement, et est finalement organisée du  1er au 10 juin à Port Moresby en Papouasie-Nouvelle-Guinée.
La compétition se conclut sur la victoire du club calédonien de l'AS Academy féminine.

## Participants
Six équipes championnes de leurs nations respectives participent initialement  à la compétition,.
Le 18 mai 2023, l'Eastern Suburbs AFC annonce son retrait de la compétition, évoquant des problèmes de coûts , de délais et de sécurité.
| Pays                      | Club                |
| ------------------------- | ------------------- |
| Fidji                     | Labasa FC           |
| Nouvelle-Calédonie        | AS Academy féminine |
| Nouvelle-Zélande          | Eastern Suburbs AFC |
| Papouasie-Nouvelle-Guinée | Hekari United       |
| Samoa                     | Kiwi FC             |
| Îles Salomon              | Koloale FC          |

## Format initial
Avant le forfait des Eastern Suburbs AFC du 18 mai 2023, la compétition était prévue comme suit : 

## Calendrier
| Phase de groupes (2023)                           |                                       |   |
| Journée 1 Journée 2 Journée 3 Journée 4 Journée 5 | 1er juin 3 juin 5 juin 8 juin 10 juin | 5 |

## Phase de groupes

### Format
Les 5 équipes s'affrontent une fois dans un tournoi toutes rondes. Le premier du groupe remporte la compétition.
Tous les matchs se jouent au Sir Hubert Murray Stadium de Port Moresby.
Légende des classements
- Vainqueur de la Ligue des champions féminine de l'OFC 2023

Légende des résultats
- Victoire
- Match nul
- Défaite

### Classement et résultats
| Rang | Équipe              | Pts | J | G | N | P | Bp | Bc | Diff |  | Résultats           |  |     |     |     |     |
| ---- | ------------------- | --- | - | - | - | - | -- | -- | ---- |  | ------------------- |  | --- | --- | --- | --- |
| 1    | AS Academy féminine | 12  | 4 | 4 | 0 | 0 | 15 | 3  | +12  |  | AS Academy féminine |  | 2-1 | 4-1 | 4-1 | 5-0 |
| 2    | Hekari United       | 9   | 4 | 3 | 0 | 1 | 17 | 2  | +15  |  | Hekari United       |  |     | 5-0 | 2-0 | 9-0 |
| 3    | Koloale FC          | 6   | 4 | 2 | 0 | 2 | 4  | 10 | -6   |  | Koloale FC          |  |     |     | 1-0 | 2-1 |
| 4    | Labasa FC           | 3   | 4 | 1 | 0 | 3 | 7  | 7  | 0    |  | Labasa FC           |  |     |     |     | 6-0 |
| 5    | Kiwi FC             | 0   | 4 | 0 | 0 | 4 | 1  | 22 | -21  |  | Kiwi FC             |  |     |     |     |     |

| 1er juin 2023  | Labasa FC                                                                                          | 6 - 0   | Kiwi FC | Sir Hubert Murray Stadium, Port Moresby      |                                              |
| 12 h 00 UTC+10 | Sofi Diyalowai 8e · Stella Naivalulevu 25e 45e · Unaisi Tuberi 82e 90e (pen.) · Adi Vulitikoro 90e | (3 - 0) |         | Spectateurs : 1 232 Arbitrage : Shama Maemae | Spectateurs : 1 232 Arbitrage : Shama Maemae |
| 12 h 00 UTC+10 | Rapport                                                                                            |         |         | Spectateurs : 1 232 Arbitrage : Shama Maemae | Spectateurs : 1 232 Arbitrage : Shama Maemae |

| 1er juin 2023  | Hekari United          | 1 - 2   | AS Academy féminine                              | Sir Hubert Murray Stadium, Port Moresby    |                                            |
| 17 h 00 UTC+10 | Marie Kaipu 81e (pen.) | (0 - 1) | 2e Ronaldine Hnaune · 90e Ashley Xadrudrue Gowet | Spectateurs : 874 Arbitrage : Beth Rattray | Spectateurs : 874 Arbitrage : Beth Rattray |
| 17 h 00 UTC+10 | Rapport                |         |                                                  | Spectateurs : 874 Arbitrage : Beth Rattray | Spectateurs : 874 Arbitrage : Beth Rattray |

| 3 juin 2023    | Labasa FC | 0 - 1   | Koloale FC     | Sir Hubert Murray Stadium, Port Moresby   |                                           |
| 12 h 00 UTC+10 |           | (0 - 0) | 90e Ileen Pegi | Spectateurs : 1 921 Arbitrage : Pari Oito | Spectateurs : 1 921 Arbitrage : Pari Oito |
| 12 h 00 UTC+10 | Rapport   |         |                | Spectateurs : 1 921 Arbitrage : Pari Oito | Spectateurs : 1 921 Arbitrage : Pari Oito |

| 3 juin 2023    | Kiwi FC | 0 - 9 | Hekari United                                                                                                | Sir Hubert Murray Stadium, Port Moresby      |                                              |
| 17 h 00 UTC+10 |         | (-)   | 15e Ramona Padio · 35e Shalom Waida · 41e 65e 76e 79e Marie Kaipu · 48e 68e Nenny Elipas · 74e Mavis Singara | Spectateurs : 1 921 Arbitrage : Torika Delai | Spectateurs : 1 921 Arbitrage : Torika Delai |
| 17 h 00 UTC+10 | Rapport |       | | Spectateurs : 1 921 Arbitrage : Torika Delai | Spectateurs : 1 921 Arbitrage : Torika Delai |

| 5 juin 2023    | Kiwi FC               | 1 - 2   | Koloale FC                       | Sir Hubert Murray Stadium, Port Moresby        |                                                |
| 12 h 00 UTC+10 | Florencina Kalifa 56e | (0 - 0) | 73e Merina Joe · 84e Donna Kairi | Spectateurs : 1 100 Arbitrage : Tellos Kaufusi | Spectateurs : 1 100 Arbitrage : Tellos Kaufusi |
| 12 h 00 UTC+10 | Rapport               |         |                                  | Spectateurs : 1 100 Arbitrage : Tellos Kaufusi | Spectateurs : 1 100 Arbitrage : Tellos Kaufusi |

| 5 juin 2023    | AS Academy féminine                                 | 4 - 1   | Labasa FC         | Sir Hubert Murray Stadium, Port Moresby      |                                              |
| 17 h 00 UTC+10 | Christelle Wahnawe 34e 65e 67e · Alice Wenessia 47e | (1 - 0) | 75e Unaisi Tuberi | Spectateurs : 1 100 Arbitrage : Beth Rattray | Spectateurs : 1 100 Arbitrage : Beth Rattray |
| 17 h 00 UTC+10 | Rapport                                             |         |                   | Spectateurs : 1 100 Arbitrage : Beth Rattray | Spectateurs : 1 100 Arbitrage : Beth Rattray |

| 8 juin 2023    | AS Academy féminine                                                    | 5 - 0   | Kiwi FC | Sir Hubert Murray Stadium, Port Moresby        |                                                |
| 12 h 00 UTC+10 | Laëtitia Leme 2e 40e · Christelle Wahnawe 17e 29e · Alice Wenessia 82e | (5 - 0) |         | Spectateurs : 2 325 Arbitrage : Tellos Kaufusi | Spectateurs : 2 325 Arbitrage : Tellos Kaufusi |
| 12 h 00 UTC+10 | Rapport                                                                |         |         | Spectateurs : 2 325 Arbitrage : Tellos Kaufusi | Spectateurs : 2 325 Arbitrage : Tellos Kaufusi |

| 8 juin 2023    | Koloale FC | 0 - 5   | Hekari United                                                                                | Sir Hubert Murray Stadium, Port Moresby      |                                              |
| 17 h 00 UTC+10 |            | (0 - 1) | 40e 64e (pen.) Marie Kaipu · 48e Michaelyne Butubu · 72e Ramona Padio · 90e Christable Maneo | Spectateurs : 2 325 Arbitrage : Torika Delai | Spectateurs : 2 325 Arbitrage : Torika Delai |
| 17 h 00 UTC+10 | Rapport    |         |                                                                                              | Spectateurs : 2 325 Arbitrage : Torika Delai | Spectateurs : 2 325 Arbitrage : Torika Delai |

| 10 juin 2023   | Koloale FC     | 1 - 4   | AS Academy féminine                                                 | Sir Hubert Murray Stadium, Port Moresby |                          |
| 12 h 00 UTC+10 | Ileen Pegi 38e | (1 - 1) | 40e Christelle Wahnawe · 55e 84e Alice Wenessia · 59e Louise Luepak | Arbitrage : Beth Rattray                | Arbitrage : Beth Rattray |
| 12 h 00 UTC+10 | Rapport        |         |                                                                     | Arbitrage : Beth Rattray                | Arbitrage : Beth Rattray |

| 10 juin 2023   | Hekari United       | 2 - 0   | Labasa FC | Sir Hubert Murray Stadium, Port Moresby |                          |
| 17 h 00 UTC+10 | Marie Kaipu 12e 28e | (2 - 0) |           | Arbitrage : Shama Maemae                | Arbitrage : Shama Maemae |
| 17 h 00 UTC+10 | Rapport             |         |           | Arbitrage : Shama Maemae                | Arbitrage : Shama Maemae |

### Récompenses
Les récompenses attribuées par l'OFC à l'issue de la compétition sont les suivantes :
- Meilleure joueuse :  Edsy Matao (AS Academy féminine)
- Meilleure buteuse :  Marie Kaipu (en) (Hekari United)
- Meilleure gardienne :  Sylvester Maenu'u (Koloale FC)
- Fair-play :  Hekari United